# بازی کلمات

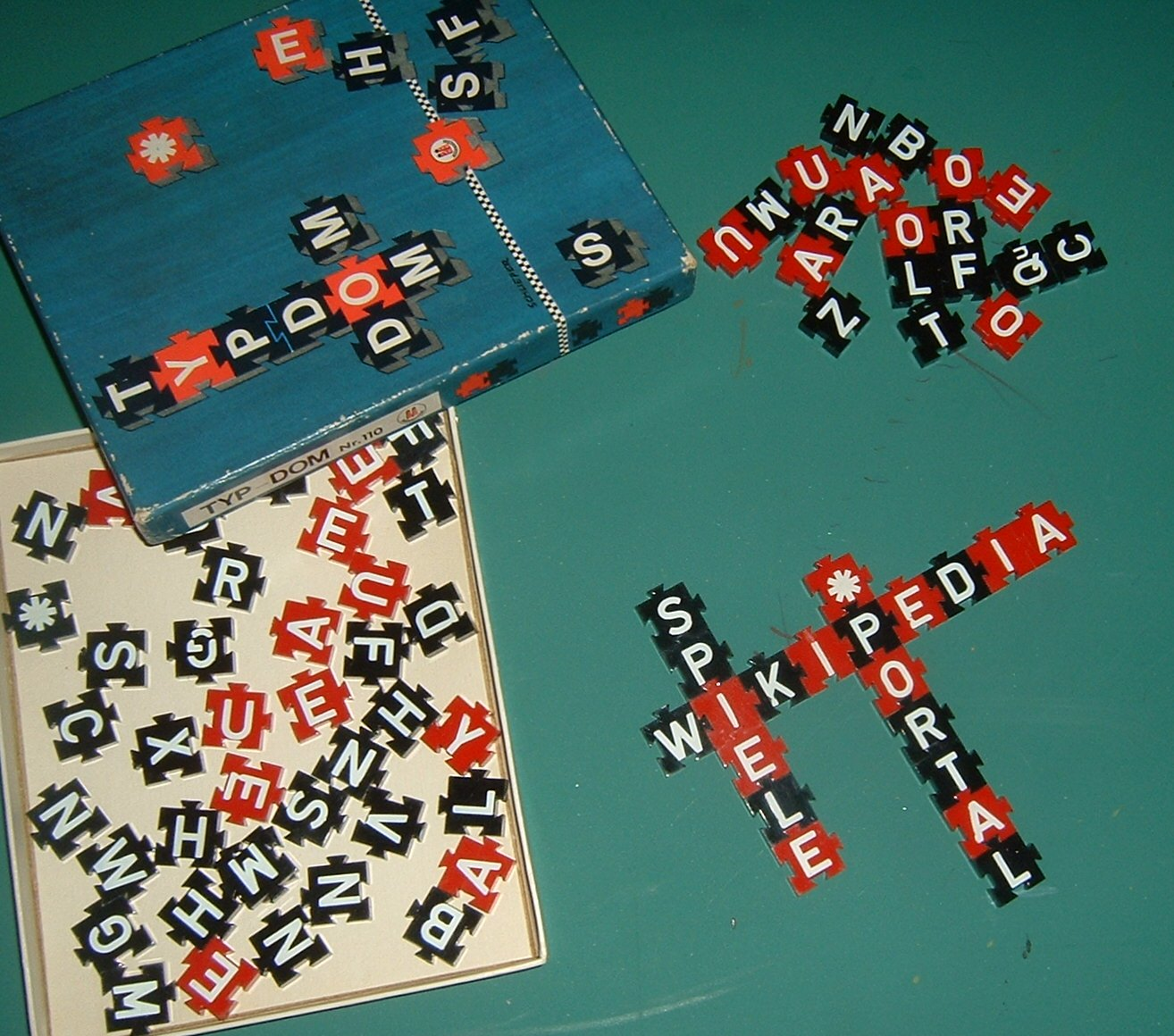
بازی حروف به سبک جدول کلمات متقاطع، نسخه قدیمی مربوط به حدود سال ۱۹۳۰

بازی کلمات نامی است برای بازی‌های شفاهی، تخته‌ای، کارتی یا ویدیویی که اغلب برای آزمایش توانایی با زبان یا کشف ویژگی‌های آن طراحی می‌شوند.
این گونه بازی‌ها عموماً به عنوان یک سرگرمی استفاده می‌شوند، اما می‌توانند علاوه بر این، یک هدف آموزشی نیز داشته باشند؛ مثلاً کودکان خردسال می‌توانند از بازی‌هایی مانند داربازی لذت ببرند و همزمان مهارت‌های زبانی خود را ارتقا دهند. محققان دریافته‌اند که بزرگسالانی که به‌طور مرتب جدول کلمات متقاطع را حل می‌کنند و با دایره واژگان بزرگ‌تری آشنایی دارند، در مراحل بعدی زندگی عملکرد بهتری از مغز دارند.

## انواع

### بازی‌های چیدمان حروف
هدف این گونه بازی‌ها این است که با تغییر چینش حروف داده شده، کلماتی را تشکیل دهید. این بازی‌ها به‌طور کلی دایره واژگان و همچنین مهارت‌های تفکر جانبی را می‌سنجند. چند نمونه از بازی‌های ترتیب حروف عبارتند از اسکربل، Upwords, Bananagrams و Countdown.

### بازی‌های قلم و کاغذی
در این نوع بازی بازیکنان کلمات خود را اغلب تحت محدودیت‌های خاص می‌نویسند. به عنوان مثال، جدول کلمات متقاطع از بازیکنان می‌خواهد که از تلاقی خاص حروف برای پر کردن یک شبکه استفاده کنند. نمونه‌های دیگر از بازی‌های کاغذی و مدادی عبارتند از داربازی، اسم‌فامیل، Boggle و word search.

### بازی‌های معنایی
بازی‌های معنایی بر معناشناسی کلمات تمرکز می‌کنند و از معانی آنها و دانش مشترک بازیکنان استفاده می‌کنند. Mad Libs , Blankety Blank و کدنیمز همگی بازی‌های معنایی هستند.

### بازی‌های کلمه‌سازی
بازی‌هایی که در آنها باید تحت شرایط خاصی کلمات را پیدا کرد؛ مثل بازی‌های وردل و Word Ladder.

## بازی‌های مدرن
با گسترش و توسعه فناوری و برنامه‌نویسی بازی‌هایی در این سبک برای سیستم‌عامل‌های مختلف تولید شد. از جمله این بازی‌ها می‌توان به موارد زیر اشاره کرد:
- آمیرزا
- باقلوا
- دانا
- فندق
- سماور
- کلماتیک
- Wordscapes
- Words Crush: Hidden Themes
- Pictoword
- Wordalot
- Word Cookies
- WordWhizzle Search
- Languinis
- Wordzee!
- Bold Moves
- Infinite Word Search Puzzles
- Alpha Omega